# Tragédie du stade Karaïskakis
La tragédie du stade Karaïskakis est survenue le 8 février 1981 au stade Karaïskakis en Grèce. Ce jour-là, à la sortie du stade, après une victoire face au rival de l’AEK Athènes FC, les portes de la Porte 7 (θύρα 7) restent fermées par erreur, entraînant un mouvement de foule et provoquant 21 morts et 55 blessés.
Lors de la rénovation du stade Karaïskakis pour les jeux Olympiques d’Athènes, 21 sièges de couleur noire, au milieu des autres de couleur rouge avec les noms des victimes sont installés en mémoire des supporters décédés.
Les ultras de l’Olympiakos prennent après cette tragédie, le nom de Θύρας 7 (Gate 7) en souvenir des victimes. En 2013, l'Olympiakos organise une cérémonie d'hommage devant le stade Karaïskakis à laquelle plus de 1 000 personnes viennent participer au premier rang desquels, de nombreux supporters et le Président Evángelos Marinákis ainsi que les dirigeants de toutes les sections de l'OSFP.